# Альхабра, Омар
Омар Альхабра (англ. Omar Alghabra; род. 24 октября 1969, Эль-Хубар) — канадский политик саудовского происхождения, член Либеральной партии, министр транспорта (2021—2023).

## Биография
Родился в Эль-Хубаре (Саудовская Аравия), переехал с родителями на родину отца (архитектора по профессии) в Сирию и получил степень магистра по инженерному делу в Дамасском университете. Позднее эмигрировал в Канаду (родители остались в Сирии).
В 1994 году окончил Университет Райерсона, где изучал инженерное дело, подрабатывая в закусочных и на заправочных станциях. В 2000 году получил степень магистра делового администрирования в Йоркском университете.
В 2006 году был избран в Палату общин от округа Миссисога-Эриндейл, в 2008 году потерпел поражение.
По итогам парламентских выборов 2015 года вернулся в парламент, одержав победу в новом округе Миссисога Центр.
В 2019 году переизбран в том же округе, набрав почти вдвое больше голосов, чем сильнейший из соперников — консерватор Микаел Милад (29 472 против 15 758).
12 января 2021 года премьер-министр Джастин Трюдо произвёл перестановки в своём правительстве, сосредоточившись на кадровых решениях в сферах, связанных с проблемами отношений с Китаем, с Huawei и воздушными перевозками. Омар Альхабра получил портфель министра транспорта.
26 июля 2023 года в ходе серии кадровых перемещений в правительстве Трюдо исключён из Кабинета.